# Klorovodikova kislina
Klorovodikova kislina je vodna raztopina vodikovega klorida (HCl). Je zelo korozivna močna mineralna kislina, ki v vodi popolnoma disociira in ima široko rabo v industriji. V naravi jo najdemo kot sestavino želodčne kisline. V preteklosti so jo imenovali solna kislina, ker so jo pridobivali iz vitriola (žveplova kislina) in kuhinjske soli. Prvič so jo pripravili v obdobju renesanse, potem pa so jo na široko uporabljali kemiki Glauber, Priestley in Davy v svojih znanstvenih raziskavah.
Masovna proizvodnja se je začela v industrijski revoluciji. V kemični industriji se je v velikih količinah uporabljala za proizvodnjo vinil klorida, monomera za sintezo PVC ter metilen difenil diizocianata (MDI) in toluen diizocianata (TDI) za proizvodnjo poliuretanov. V manjšem obsegu se uporablja tudi drugod, na primer v gospodinjskih čistilih, proizvodnji želatine, prehranskih dodatkih, za odstranjevanju vodnega kamna in proizvodnji usnja. Letna svetovna proizvodnje klorovodikove kisline je približno 20 milijonov ton.

## Etimologija
Evropski alkimisti so klorovodikovo kislino imenovali spiritus salis (solni destilat ali solni špirit) ali acidum salis (solna kislina). Slednje ime se še vedno uporablja v slovenskem in drugih jezikih (nemško: Salzsäure, holandsko: Zoutzuur). Plinasti vodikov klorid so imenovali kisli morski zrak.

## Zgodovina
Zlatotopko (aqua regia), zmes klorovodikove in dušikove kisline, pripravljeno z raztapljanjem amonijevega klorida v dušikovi kislini, je že v 13. stoletju opisal evropski alkimist Psevdo-Geber. Drugi viri navajajo, da je bila zlatotopka prvič omenjena v bizantinskih rokopisih s konca 13. stoletja. Najstarejše odkritje klorovodikove kisline pripisujejo arabskemu alkimistu Jābirju ibn Hayyānu (okoli leta 800). Čisto klorovodikovo kislino je prvi uradno opisal Libavius v 16. stoletju. Kislino je pripravil s segravanjem kuhinjske soli v glinastih talilnih lončkih. Drugi avtorji trdijo, da jo je odkril nemški benediktinec Basil Valentine v 15. stoletju s segrevanjem kuhinjske soli in zelene galice (FeSO4.7H2O), ostali pa, da ni nobenega trdnega  dokaza, da je bila pripravljena pre koncem 16. stoletja.
V 17. stoletju je Johann Rudolf Glauber iz kuhinjske soli in žveplove kisline pripravil natrijev sulfat (Na2SO4). V reakciji se sprošča plinasti vodik. Postopek se imenuje Manheimski postopek. Joseph Priestley je leta 1772 pripravil čisti vodikov klorid,  Humphry Davy pa je leta 1818 dokazal, da je sestavljen iz vodika in klora.
Med industrijsko revolucijo v Evropi je začela naraščati potreba po alkalnih snoveh. Nicolas Leblanc je razvil postopek za sintezo Soda|sode (natrijev karbonat, Na2CO3), ki je omogočil njeno masovno proizvodnjo. Osnovne surovine v Leblancovem procesu so bile  kuhinjska sol,  žveplova kislina, apnenec in oglje. Stranski protizvod procesa je bil vodikov klorid, ki se je do sprejetja britanskega Alkali Act 1863  in podobnih zakonov v drugih državah izpuščal v ozračje. Po sprejetju omenjene zakonodaje je bil proizvajalec sode dolžan absorbirati vodikov klorid v vodi, s čimer se je začela masovna industrijska proizvodnja klorovodikove kisline.
V 20. stoletju je Leblancov postopek učinkovito zamenjal Solvayev postopek, v katerem ni stranskega proizvoda klorovodikove kisline. Ker je  klorovodikova kislina medtem postala pomembna industijska kemikalija, so se začele iskati nove metode za njeno proizvodnjo. Nekatere od njih se uporabljajo še danes. Od leta 2000 se večina klorovodikove kisline proizvede z absorbcijo vodikovega klorida, ki nastaja kot stranski produkt v industrijaki proizvodnji organskih spojin.
Klorovodikov kislina  se uporablja v proizvodnji heroina, kokaina in metamfetamina, zato je po konvenciji ZN proti nezakonitemu prometu narkotičnih drog in psihotropskih substanc od leta 1988 uvrščena kot prekurzor v Tabelo II..

## Kemija
Vodikov klorid (HCl) je enoprotonska kislina, se pravi, da lahko disociira (ionizira) samo enkrat in daje samo en H+  ion (proton). V vodnih raztpinah se H+  ion veže na molekulo vode, tako da nastane hidronijev ion H3O+:
HCl + H2O → H3O+ + Cl−
Drugi ion je kloridni ion Cl−. Klorovodikova kislina torej lahko tvori soli kloride, na primer natrijev klorid NaCl. Je močna kislina, ker v vodi skoraj popolnoma disociira.
Enoprotonske  kisline imajo eno samo disociacijsko konstanto, Ka, s katero se izraža raven disociacije v vodi. Močne kisline imajo velike disociacijske konstante. Ka  klorovodikove kisline so poskušali ugotoviti z naslednjim poskusom: v vodno raztopino HCl so dodajali kloridne soli, na primer NaCl, pri čemer se pH praktično ni spremenil. To pomeni, da je Cl- izjemno šibka konjugirana baza in da HCl v vodi popolnoma disociira. Trditev potrjuje tudi ujemanje med molarnostjo H+ (koncentracija  H+) in molarnostjo HCl (koncentracija  HCl). V zmerno koncentriranih in zelo koncentriranih raztopinah se obe koncentraciji ujemata na štiri mesta natančno.
Od šestih najpogostejših močnih mineralnih kislin je klorovodikova kislina najmanj podvržena  oskidacijsko-redukcijskim reakcijam. Je ena od najmanj zahtevnih močnih kislin za ravnanje, ker kljub kislosti vsebuje nereaktiven in netoksičen kloridni ion. Zmerno koncentrirane raztopine klorovodikove kisline so med skladiščenjem  dokaj stabilne. Zaradi vseh omenjenih lastnosti in dejstva, da je dostopna kot čist reagent, spada med  izvrstne reagente za zakisanje.
Klorovodikova kislina je v volumetriji preferenčna kislina za določanje vsebnosti baz. Titriranje z močnimi kislinami daje zaradi bolj razločnega preskoka bolj točne rezultate. Azeotropna klorovodikova kislina s približno 20,2 % HCl se lahko uporablja kot primarni standard v kvantitativni analizni kemiji, čeprav je njena koncentracija odvisna od zračnega tlaka med pripravo.
Klorovodikova kislina se pogosto uporablja v kemijski analizi za pripravo (razklop) vzorcev za analizo. Koncentrirana kislina raztaplja mnoge kovine in tvori oksidirane kovinske kloride in plinasti vodik. Reagira tudi z bazičnimi spojinami, na primer s kalcijevim karbonatom (apnenec) in bakrovim(II) oksidom, pri čemer nastanejo raztopine kloridov, ki se zlahka analizirajo.

## Fizikalne lastnosti
| Koncentracija [kg HCl/kg] | Koncentracija [kg HCl/m3] | Gostota [kg/l] | Molarna koncentracija [mol/l] | pH   | Viskoznost [mPa·s] | Specifična toplota [kJ/(kg·K)] | Parni tlak [Pa] | Vrelišče [°C] | Tališče [°C] |
| 10 %                      | 104,80                    | 1,048          | 2,87 M                        | −0,5 | 1,16               | 3,47                           | 0,527           | 103 °C        | −18 °C       |
| 20 %                      | 219,60                    | 1,098          | 6,02 M                        | −0,8 | 1,37               | 2,99                           | 27,3            | 108 °C        | −59 °C       |
| 30 %                      | 344,70                    | 1,149          | 9,45 M                        | −1,0 | 1,70               | 2,60                           | 1.410           | 90 °C         | −52 °C       |
| 32 %                      | 370,88                    | 1,159          | 10,17 M                       | −1,0 | 1,80               | 2,55                           | 3.130           | 84 °C         | −43 °C       |
| 34 %                      | 397,46                    | 1,169          | 10,90 M                       | −1,0 | 1,90               | 2,50                           | 6.733           | 71 °C         | −36 °C       |
| 36 %                      | 424,44                    | 1,179          | 11,64 M                       | −1,1 | 1,99               | 2,46                           | 14.100          | 61 °C         | −30 °C       |
| 38 %                      | 451,82                    | 1,189          | 12,39 M                       | −1,1 | 2,10               | 2,43                           | 28.000          | 48 °C         | −26 °C       |

Fizikalne lastnosti klorovodikove kisline, na primer vrelišče, tališče, gostota in pH, so odvisne od njene koncentracije.
Klorovodikova kislina ima kot binarna (dvokomponentna) zmes HCl in H2O azeotrop s koncentracijo  20,2% HCl s konstantnim vreliščem pri 108,6 °C. Ima štiri kristalizacijske evtektične točke med ledom (0% HCl) in kristalnimi oblikami HCl•H2O (68% HCl), HCl•2H2O (51% HCl), HCl•3H2O (41% HCl), HCl•6H2O (25% HCl) in ledom (0% HCl). Obstaja tudi nestabilna evtektična točka pri koncentraciji 24,8% med ledom in kristali HCl•3H2O.

## Pridobivanje
Klorovodikovo kislino se pridobiva z raztapljanjem plinastega klorovodika v vodi. Klorovodik se lahko pridobiva na več načinov:
- s sintezo klora in vodika::

H2 + Cl2 → 2 HCl
- z učinkovanjem žveplove(VI) kisline (H2SO4) na kloride, na primer natrijev klorid (NaCl):

H2SO4 + 2 NaCl → Na2SO4 + 2 HCl
- kot stranski produkt pri kloriranju organskih spojin, npr. benzena:

C6H6 + Cl2 → C6H5Cl + HCl
Masovna proizvodnja je skoraj vedno povezana z industrijsko proizvodnjo kakšne druge kemikalije, na primer klorobenzena.

### Industrijska klorovodikova kislina
Klorovodikova kislina se proizvaja v koncentracijah do 38% HCl (koncentrirana kislina). Možne so tudi koncentracije malo nad 40%, vendar je v tem primeru hitrost izparevanja med skladiščenjem tako visoka, da so zato potrebni posebni varnostni ukrepi, na primer visok tlak in nizka temperatura. Večina industrijske klorovodikove kisline ima zato koncentracijo 30% do 34%, s čimer se optimirajo transportni stroški in omeji izgube zaradi izparevanja HCl. Raztopine za gospodinjsko rabo so bolj razredčene, običajno na 10% do 12%, s strogim priporočilom, da se pred uporabo še dodatno razredčijo.
Celotna svetovna proizvodnja klorovodikove kisline, preračunana v plinasti HCl, je 20 Mt/leto. 3 Mt/leto se proizvede z neposredno sintezo, ostalo pa kot stranski protukt organskih in podobnih sintez. Največji potrošniki klorovodikove kisline so sami proizvajalci, tako da pride na prosto tržišče približno 5 Mt/leto.

## Uporaba
Klorovodikova kislina se kot močna anorganska kislina uporablja v mnogih industrijskih procesih. Kakovost kisline je pogojena z namenom njene uporabe.

### Dekapiranje jekla
Ena od najpomembnejših aplikacij klorovodikove kisline je dekapiranje jekla, s katerim se z železnih in jeklenih polizdelkov pred nadaljnjo predelavo, na primer vlečenjem, valjanjem in galvaniziranjem, odstrani rja oziroma železovi oksidi. Za dekapiranje ogljikovih jekel se običajno uporablja tehnična klorovodikova kislina s koncentracijo okoli 18%:
Fe2O3 + Fe + 6 HCl → 3 FeCl2 + 3 H2O
Izrabljena kislina se je kot raztopina železovega(II) klorida dolgo časa ponovno uporabljala za dekapiranje, čeprav visoke koncentracije težkih kovin v raztopini zmanjšujejo njeno uporabnost.
Industrija dekapiranja jekla je razvila postopke za regeneriranje klorovodikove kisline. Najpogostejši postopek je pirohidroliza, s katero se s pomočjo vodne pare in kisika iz kovinskih kloridov odcepi prosta in vezana klorovodikova kislina. Stranski produkt je fino uprašen zelo kakovosten železov(III) oksid:
4 FeCl2 + 4 H2O + O2 → 8 HCl+ 2 Fe2O3
Z rekuperacijo iztrošene kisline se kislinski krog zapre.

### Proizvodnja organskih spojin
Drugo veliko področje uporabe klorovodikove kisline je proizvodnja organskih spojin, na primer vinil klorida in dikloroetana za sintezo PVC. Proizvodnja je pogosto vezana na lokalni vir klorovodikove kisline, ki zato nikoli ne pride na prosto tržišče. Druge organske spojine, ki so proizvedene s klorovodikovo kislino so bisfenol A, ki je surovina za polikarbonate, aktivirano oglje, askorbinska kislina in mnogo drugih farmacevtskih proizvodov.
- Sinteza dikloroetana z oksikloriranjem etena:

2 CH2=CH2 + 4 HCl + O2 → 2 ClCH2CH2Cl + 2 H2O
- Kemično aktiviranje oglja:

les + HCl + toplota → aktivirano oglje

### Proizvodnja anorganskih spojin
Z običajnimi kislo-bazičnimi reakcijami se s klorovodikovo kislino lahko proizvede številne anorganske spojine, na primer železov(III) klorid iz magnetita:
Fe2O3 + 6 HCl → 2 FeCl3 + 3 H2O
in polialuminijev klorid (PAC). Oba proizvoda se uporabljata kot flokulanta in koagulanta pri čiščenju odpadnih voda ter proizvodnji pitne vode in papirja.
Drugi pomembni proizvodi so kalcijev klorid (CaCl2), ki se uporablja za zimsko soljenje cest:
CaCO3 + 2 HCl → CaCl2 + CO2 + H2O
nikljev(II) klorid (NiCl2), ki se uporablja v galvanizacijah, in cinkov klorid, ki se uporablja v galvanizacijah in proizvodnji baterij.

### Uravnavanje kislosti in nevtralizacija
Klorovodikova kislina se lahko uporablja za uravnavanje kislosti (pH) raztopin:
OH− + HCl → H2O + Cl−
V idustrijah, ki zahtevajo čistočo (prehrambena in farmacevtska industrija, priprava pitne vode), se uporablja zelo kakovstna klorovodikova kislina. V manj zahtevnih industrijah, na primer za nevtralizacijo odplak in obdelavo vode v kopalnih bazenih, zadostuje tehnična klorovodikova kislina.

### Regeneracija ionskih izmenjevalcev
Za regeneracijo ionskih izmenjevalcev se uporablja zelo kakovostna klorovodikova kislina. Kationski izmenjevalci se na široko uporabljajo za odstranjevanje na primer Na+ in Ca2+ ionov pri pripravi demineralizirane vode. Med izpiranjem kationov iz smol se
Na+ zamenja s H+
Ca2+ zamenja z dvema H+
Ionski izmenjevalci in demineralizirana voda se uporabljajo v vseh kemičnih industrijah, v toplarnah in termoelektrarnah za pripravo kotlovne vode, proizvodnji pitne vode in mnogih prehrambenih industrijah.

### Drugo
Klorovodikova kislina se uporablja tudi v številnih drugih manj obsežnih področjih, na primer pri strojenju usnja, čiščenju kuhinjske soli, v gospodinjskih čistilih in gradbeništvu. Z vbrizgavanje klorovodikove kisline v naftne vrtine se zaradi raztapljanja kamnin povečajo pore v kamninah in s tem olajša črpanje nafte. Kislinjenje vrtin je zelo pogosto v Severnem morju.
Uporablja se tudi v proizvodnji hrane in njenih sestavin in prehranskih dodatkov. Značilni tovrstni proizvodi so aspartam,  fruktoza, citronska kislina, lizin, hidrolizirani rastlinski proteini in želatina. V proizvodnji končnih proizvodov se uporablja zelo čista klorovodikova kislina.

## Prisotnost v živih organizmih
Želodčna kislina je eden od glavnih izločkov želodca. Sestavljena je večinoma iz klorovodikove kisline, ki nakisa vsebino želodca do pH=1-2.
Kloridni ioni (Cl-) in vodikovi ioni (H+) se izločajo ločeno v področju fundusa v zgornjem delu želodca. Acidogene celice v epiteliju želodca jih najprej izločijo v mrežo kanalov, od koder preidejo v želodec.
Želodčna kislina deluje kot zapora proti mikroorganizmom, s čimer preprečuje infekcije, pomembna pa je tudi za prebavljanje hrane. Proteini se pri tako nizkem pH delno razgradijo in postanejo sprejemljivi za delovanje prebavnih encimov, na primer pepsina. Nizek pH aktivira tudi encimski prekurzor pepsinogen, ki z razcepljenjem preide v aktivni encim pepsin. Ko kislina zapusti želodec, se v dvanajstniku nevtralizira z natrijevim bikarbonatom (NaHCO3).
Želodec sam se pred agresivno kislino ščiti z debelo želodčno sluznico in pufranjem z natrijevim bikarbonatom. Če obrambni mehanizem zataji, se pojavi zgaga ali celo peptične razjede. Tvorjenje želodčne kisline lahko inhibirajo antihistaminiki in inhibitorji protonske črpalke, za nevtralizacijo že nastale kisline pa se uporabljajo antacidi.

## Varnost
| Masna koncentracija | Razvrstitev   | Stavki R  |
| ------------------- | ------------- | --------- |
| 10–25%              | Dražilno (Xi) | R36/37/38 |
| > 25%               | Korozivno (C) | R34 R37   |

Koncentrirana klorovodikova kislina in kadeča klorovodikova kislina povzročata kislo meglo. Megla in raztopina razjedata človeško tkivo in lahko poškodujeta dihalne organe, oči, kožo in črevesje. Med mešanjem klorovodikove kisline z oksidanti, na primer z natrijevim hipokloritom (NaClO, varikina) ali kalijevim permanganatom (KMnO4), nastaja strupen plin klor:
NaClO + 2 HCl → H2O + NaCl + Cl2
2 KMnO4 + 16 HCl → 2 MnCl2 + 8 H2O + 2 KCl + 5 Cl2
Med obvezna osebna zaščitna sredstva med ravnanjem s klorovodikovo kislino spadajo gumijaste ali PVC rokavice, zaščitna očala in kemijsko odporna zaščitna obleka in čevlji. V nekaterih državah, na primer v ZDA, se klorovodikova kislina obravnava kot strupena snov.
UN število ali DOT število klorovodikove kisline je 1789. Število je izpisano na nalepkah na vseh embalažnih enotah.

## Vir
- W. Schröter, K.-H. Lautenschläger, H. Bibrack, A. Schnabel. KEMIJA, Splošni priročnik. Tehniška založba Slovenije, Ljubljana 1993.